# Béthio Thioune
 (mai 2019).
Serigne Béthio Thioune, né entre 1938 et 1939 à Keur Samba Laobé actuellement appelé Madinatou Salam près de M'bour au Sénégal et mort le mardi 7 mai 2019 à Talence,,, est une personnalité religieuse sénégalaise, guide spirituel des thiantacones, une communauté de la confrérie religieuse mouride.
Il fut un administrateur civil.

## Biographie
Le 17 avril 1946, Cheikh Béthio Thioune et son frère Guillé Thioune rencontrent  Serigne Saliou Mbacké à Tassette, village de la localité de Mbour. Cheikh Béthio  Thioune débute alors son compagnonnage spirituel.
Il entre le 3 novembre 1947 à l’école française régionale de Mbour jusqu’au CE2 en 1952, puis passe et obtient à Thiès son certificat d'études primaires qui précède son passage en sixième en 1955 au lycée moderne de Thiès devenu Malick-Sy. Il décroche son BEPC (actuel BFEM) en 1959 et suit sa seconde au lycée Faidherbe de Saint-Louis. L'année suivante, il intègre Van Vollenhoven (devenu lycée Lamine-Gueye) et brièvement le lycée Delafosse de Dakar.
Il débute comme instituteur, avec comme première affectation à Agnack, à quelques encablures de Ziguinchor, où il devient chargé d’école pendant deux ans. Il retourne à Thiès à l’école des champs de course avant de quitter l’enseignement pour des raisons politiques. Il est ensuite délégué médical, puis revient dans la fonction publique comme directeur de l’animation rurale à Méwane et inspecteur de l’expansion dans le Sine-Saloum durant cinq ans.
Après une formation professionnelle à l'École nationale d’Économie appliquée (ENEA) en 1973, il devient inspecteur d'animation dans le département de Tivaouane, puis inspecteur régional du ministère de la Jeunesse et des Sports à Dakar.
Élève de l'Ecole nationale d'administration et de magistrature, il sort diplômé de la promotion Gabriel D’arboussier, en 1976, aux côtés d'Ousmane Tanor Dieng, et intègre le ministère de l'Intérieur comme administrateur civil. Il est alors nommé administrateur municipal de Diourbel, où il organise en 1977 la première fête de l'indépendance du Sénégal organisée hors de la capitale, présidée par le président Senghor[réf. nécessaire], puis est affecté successivement comme administrateur à Kaolack, secrétaire général de la commune de Pikine, et secrétaire général de la communauté urbaine de Dakar.
Disciple fidèle de Saliou Mbacké, il organise durant plusieurs années à Dakar des manifestations, Sant Serigne Saliou (« rendre grâce à Serigne Saliou »), durant laquelle des centaines de moutons et bœufs sont tuées pour le compte de milliers d'invités. Serigne Saliou Mbacké élève Béthio Thioune au rang de serigne le 11 janvier 1983 au daara de Ndiapndal[réf. nécessaire], puis le consacre Cheikh en 1987. Il serait le premier cheikh investi par Serigne Saliou depuis le dernier cheikh investi par Cheikh Ahmadou Bamba en  1912.
Après 38 ans de carrière administrative, il est admis à faire valoir ses droits à la retraite en janvier 1996 en qualité d'administrateur civil principal de classe exceptionnelle. Il s'installe à Touba, dans le village de Dianatoul Mahwa où il reçoit du khalife général une grande concession foncière autour de laquelle il construit un véritable quartier.
Il est placé en 3e position sur la liste mise en place par le khalife général, Saliou Mbacké, pour les élections municipales et rurales de novembre 1996. Le sortant, Sérigne Méoundou, est à la deuxième place, mais en disgrâce, il doit laisser à Cheikh Béthio Thioune la présidence de la communauté rurale de la ville de Touba. Mais le choix d'un nouvel arrivant à Touba, protégé de Saliou Mbacké, n'apparaît pas naturelle au milieu maraboutique et aux petits-fils du fondateur de la cité, gardiens de la tradition, et le khalife doit convaincre ses neveux. Dès lors, lorsque Cheikh Béthio Thioune décide de quadrupler son premier budget de la communauté rurale, passant de 208,5 millions de Francs CFA à 810,43 millions, les Toubiens qui protestent contre les nouvelles recettes prévues par la taxation des commerces reçoivent le soutien informel des petits-fils. Quand les Toubiens s'opposent à Hizbut Tarqivya en juillet 1997, le Cheikh retourne une vingtaine de jours à Dakar sur les conseils de Serigne, pour éviter d'être emporté dans la tourmente. La vaine collecte des taxes est finalement suspendue en août 1998.
Toutefois, fort de son expérience de haut fonctionnaire, il participe à la modernisation de la gestion de la communauté rurale[réf. nécessaire].
Actuellement la communauté des  thiantakones dont il est le guide spirituel compte des milliers de disciples au Sénégal et dans le monde principalement des jeunes[réf. nécessaire].
Jugé le 23 avril 2012 en son absence, il est condamné plus tard à 10 ans de travaux forcés après avoir refusé de comparaître devant le tribunal.